# Henryk Ostrowski (polityk)
Henryk Ostrowski (ur. 13 grudnia 1960 w Szprotawie, zm. 18 stycznia 2021 tamże) – polski polityk, związkowiec, rolnik, poseł na Sejm IV kadencji.

## Życiorys
W 1982 ukończył Średnie Studium Zawodowe. Prowadził liczące ponad 90 hektarów gospodarstwo rolne, zajmował się hodowlą trzody chlewnej. Od 1999 do 2005 przewodniczył lubuskiemu Związkowi Zawodowemu Rolnictwa „Samoobrona”. W 2011 wszedł w skład Rady Lubuskiej Izby Rolniczej.
Od 2000 do 2001 należał do Polskiego Stronnictwa Ludowego. W wyborach do Sejmu w 2001 jeszcze jako członek tej partii został z listy Samoobrony Rzeczpospolitej Polskiej wybrany na posła IV kadencji w okręgu lubuskim (dostał 9653 głosy). Tuż po wyborach wstąpił do partii Andrzeja Leppera. Kierował strukturami ugrupowania w województwie lubuskim. W Sejmie pełnił funkcję zastępcy przewodniczącego Komisji Edukacji, Nauki i Młodzieży oraz przewodniczącego Podkomisji stałej ds. Młodzieży. Wchodził też w skład prezydium klubu parlamentarnego Samoobrony RP. W 2005 opuścił partię z powodu nieumieszczenia go na listach wyborczych.
Wziął udział w założeniu Samoobrony Ruch Społeczny, kilka miesięcy później wstąpił do PSL „Piast”. Objął w tym ugrupowaniu funkcję członka rady politycznej i pełnomocnika wojewódzkiego. W wyborach samorządowych w 2006 ubiegał się o mandat radnego Sejmiku Województwa Lubuskiego z listy Prawa i Sprawiedliwości. W przedterminowych wyborach parlamentarnych w 2007 bez powodzenia kandydował z listy PiS jako przedstawiciel PSL „Piast” (dostał 1540 głosów). W sierpniu 2010 został pełnomocnikiem wojewódzkim Związku Zawodowego Rolnictwa i Obszarów Wiejskich „Regiony”. W wyborach samorządowych w tym samym roku ponownie bezskutecznie kandydował z ramienia PiS do sejmiku lubuskiego. Następnie wstąpił do tej partii i bez powodzenia kandydował do Sejmu z jej listy w wyborach parlamentarnych w 2011 (otrzymał 939 głosów) oraz do rady powiatu żagańskiego w wyborach samorządowych w 2014. W 2015 zrezygnował z członkostwa w PiS. W wyborach w 2018 startował bezskutecznie do sejmiku lubuskiego z ramienia KWW Bezpartyjni Samorządowcy.
Został pochowany na cmentarzu w Szprotawie.

## Życie prywatne
Henryk Ostrowski był żonaty, miał troje dzieci.